# Die Elenden

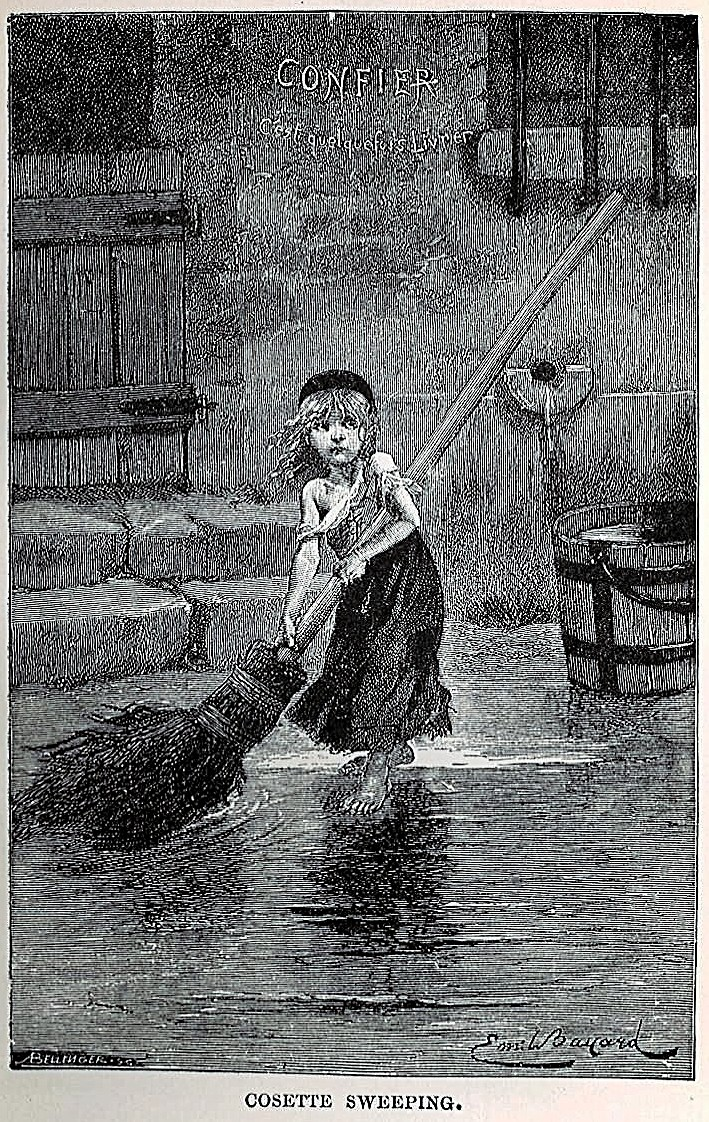
Darstellung der Cosette von Émile Bayard, aus der Originalausgabe von Les Misérables (1862)

Die Elenden (französisch: Les Misérables) ist ein Roman von Victor Hugo, den er 1862 im Hauteville House auf Guernsey im Exil beendete. Im selben Jahr wurde er bei A. Lacroix, Verboeckhoven & Ce. (Paris) verlegt. Er ist ein literarisches Werk, das der Romantik zugerechnet wird.

## Inhalt
Geschildert wird die französische Gesellschaft von der Zeit Napoleons bis zu der des Bürgerkönigs Louis Philippe. Die Handlung erstreckt sich also über den Zeitraum von 17 Jahren zwischen 1815 und 1832. Im Mittelpunkt steht der ehemalige Bagno-Sträfling Jean Valjean. Nach 19 Jahren Haft, die er für den Diebstahl eines Stücks Brot durch Einbruch (vol par effraction) sowie für vier Fluchtversuche erhalten hat, ist er ein sozial  gebrandmarkter und innerlich verhärteter Mensch. Durch seine Begegnung mit dem Bischof von Digne, M. Myriel, einem gutherzigen Seelsorger, wird er jedoch – nach einem rasch bereuten Diebstahl an dem kleinen Savoyarden Gervais – zu einem moralisch guten Menschen. Unter dem Namen M. Madeleine erarbeitet er sich Bildung, Reichtum und Ansehen; er wird sogar Bürgermeister und Fabrikant in Montreuil.
In dieser Fabrik von Madeleine hat auch Fantine eine Arbeit gefunden. Sie ist eine verarmte junge Grisette, die von einem Studenten namens Félix Tholomyès mit ihrer kleinen Tochter Cosette sitzengelassen wurde. Um nicht der Sittenlosigkeit angeklagt zu werden, gibt sie die Tochter dem habgierigen Gastwirt Thénardier zur Pflege und arbeitet in Montreuil-sur-Mer hart, um dessen immer höhere Geldforderungen erfüllen zu können. Letztendlich wird aufgedeckt, dass sie ein Kind hat, und sie wird aus der Fabrik geworfen. Fantine verkauft zuerst ihre blonden Haare und ihre Schneidezähne und wird schließlich Prostituierte. Nachdem sie von einem Mann angegriffen worden ist, wird sie fälschlicherweise von Inspektor Javert, einem Polizeispitzel, abgeführt. Während ihres Verhörs wird sie von Jean Valjean gerettet, der erkennt, dass sie eine Lungenentzündung hat; er bringt sie ins Hospital. Valjean verspricht Fantine, ihr ihre Tochter Cosette zurückzubringen.
Doch als ein Unschuldiger namens Champmathieu angeklagt wird, der untergetauchte ehemalige Häftling Valjean zu sein, gibt er sich zu erkennen und verliert alles, was er aufgebaut hat. Fantine stirbt an einem Schock, als Valjean von Inspektor Javert an ihrem Krankenbett verhaftet wird. Aus der erneuten Haft in Toulon auf dem Schiff Orion kann Valjean fliehen, indem er seinen Tod vortäuscht. Sein Lebensinhalt ist nun seine Vaterliebe zu Cosette, die er aus Thénardiers Klauen befreit. Lange Zeit leben die beiden, vollkommen glücklich, versteckt in Paris. Jean Valjean hat sein Vermögen retten können und wird unter dem angenommenen Namen Fauchelevent zu einem bekannten Wohltäter.
Im dritten Teil lernen wir den revolutionären Studenten Marius Pontmercy kennen. Er wächst bei seinem konservativen Großvater auf und studiert Jura. Nachdem er wegen des Todes seines Vaters, eines ehemaligen Generals unter Napoleon, mehr über ihn erfahren hat, entwickelt er eine innige Verehrung für seinen Vater. Dieser hat Marius einen Brief mit der Anweisung hinterlassen, alles in seinen Kräften Stehende für einen gewissen Thénardier zu tun, da jener ihn bei der Schlacht von Waterloo gerettet habe. In Wahrheit hat Thénardier Marius’ Vater damals ausgeraubt. Marius ändert seine politische Meinung, und wegen eines Streits mit seinem Großvater über Politik geht er von zuhause weg. Er wohnt neben den Thénardiers, was er aber nicht weiß. Marius verliebt sich in Cosette, die er bei regelmäßigen Spaziergängen im Luxembourg-Garten sieht, doch er weiß nicht, wo sie wohnt. Éponine, die ältere Tochter der Thénardiers, die heimlich in ihn verliebt ist, erzählt ihm, dass Cosette in dem Haus Rue Plumet wohnt. Marius schreibt Cosette einen langen Liebesbrief, und die beiden treffen sich regelmäßig im Garten der Rue Plumet. Valjean weiß zunächst nichts davon.
Als Thénardier erfährt, wo Valjean lebt, entschließt er sich, ihn mit seiner Bande auszurauben. Es misslingt ihm, weil Javert Valjean rettet, ohne zu wissen, wen er gerettet hat. Valjean flieht vor Javert.
Valjean bemerkt, dass Thénardier ihm weiterhin nachsetzt, und sieht zusätzlich in der politisch angespannten Lage die Gefahr einer Enttarnung durch die wachsamere Polizei. Aus diesen Gründen will er mit Cosette nach England fliehen. Marius, der ohne Cosette keinen Grund mehr zum Weiterleben sieht, nimmt zusammen mit seinen Freunden (die in einem Klub organisierten Freunde des ABC) am Pariser Juniaufstand von 1832 teil und kämpft auf den Barrikaden in der Hoffnung, dort den Tod zu finden. Dabei wird er zwar verwundet, doch Valjean erfährt dies und rettet aus Liebe zu Cosette ihren Geliebten, indem er ihn durch die Kanalisation bringt – ohne dass Marius es weiß (er ist ohnmächtig). Valjean rettet während der Revolution auch den Polizeispitzel Javert, der deswegen in seinem Sinn für Recht und Ordnung so erschüttert ist, dass er Selbstmord begeht. Während des Aufstands sterben auch Gavroche, ein Straßenjunge, der sich der Revolution angeschlossen hat, und Éponine, die Marius rettet, indem sie mit ihrem Körper eine Kugel abfängt. Enjolras, der Anführer der Revolutionäre, wird als Letzter mit Grantaire, der während des ganzen Kampfes wegen seiner Trunkenheit schlief, erschossen.
Nach der gescheiterten Revolution wird Marius im Haus seines Großvaters, der Marius eigentlich von ganzem Herzen liebte, behandelt. Nachdem Marius genesen ist, heiratet er sofort Cosette.
Nach der Hochzeit von Cosette und Marius offenbart Jean Valjean seinem Schwiegersohn Marius seine wahre Identität als ehemaliger Häftling, woraufhin Marius versucht, ihn von Cosette fernzuhalten, was den ohnehin schon sehr alten Mann vor Verzweiflung krank werden lässt.
Als Marius – ironischerweise durch einen Versuch Thénardiers, Valjean zu verleumden und dadurch Geld für eine Fahrt nach Amerika zu erlangen – erfährt, was für ein Mensch Valjean wirklich ist, möchte er ihn um Verzeihung bitten. Marius und Cosette kommen beinahe zu spät: Sie treffen Valjean auf dem Sterbebett an. Am Ende wird Valjeans Leichnam auf einem Armenfriedhof beigesetzt.

## Figuren

### Hauptfiguren
- Jean Valjean, alias Madeleine

Jean Valjean ist die zentrale Figur der Geschichte. Er hat als armer Bauer ein Brot gestohlen und dabei ein Fenster zerbrochen, um seine Familie zu ernähren, worauf er zu vier Jahren im Bagno von Toulon verurteilt wird. Seine Fluchtversuche verlängern die Haftstrafe auf insgesamt 19 Jahre. Als er wieder auf freien Fuß gesetzt wird, ist er ein innerlich verbitterter Mensch, der Rache gegen das System geschworen hat. Er fühlt sich zeit seines Lebens vom System gebeutelt. In Digne erlebt er zuerst die ganze Ablehnung und das Misstrauen der Menschen und wird schließlich durch den Bischof, der, entgegen allen seinen Erwartungen, den ehemaligen Sträfling offen und freundlich aufnimmt, ein moralisch denkender und guter Mensch. Valjean, der an einem Tiefpunkt in seinem Leben angekommen war und dessen Hoffnung auf Freiheit und einen legalen Neuanfang von der Kaltherzigkeit der Menschen zunichtegemacht worden waren, erlebt die ganze Güte des Bischofs und nimmt sich diesen zum Vorbild. Nach einem kleinen Rückfall beginnt er, wie ihm vom Bischof geraten wurde, ein neues Leben. Er selbst entdeckt eine neue und bessere Produktionsweise für Jett und gründet mit diesen Erkenntnissen einen Industriestandort in Montreuil-sur-Mer und wird zum reichen Wohltäter und sogar zum Bürgermeister. Er nimmt den Namen Madeleine an, damit niemand ihn wiedererkennt. An diesem Punkt erlebt er sein Maximum an gesellschaftlicher Anerkennung. Als er bei einem Karrenunfall jemandem das Leben rettet, glaubt Javert, ihn als Valjean erkannt zu haben. Doch in Paris wurde bereits jemand anderes gefunden, der verdächtigt wird, Valjean zu sein, was Javert „Madeleine“ berichtet. Dieser kann nicht zulassen, dass ein anderer um seinetwillen ins Unglück gestürzt wird, und gibt sich zu erkennen. An diesem Punkt zeigt sich, dass er jetzt das Leben eines Menschen über den wirtschaftlichen Erfolg der Stadt stellt. Er könnte nicht mit dieser Schuld leben. Auch fühlt er sich Fantine verantwortlich und flieht vor der Polizei, um ihre Tochter Cosette zu finden. Sie wird zu seinem einzigen Lebensinhalt. Als die beiden nach Paris fliehen, zahlt sich eine gute Tat Valjeans aus. Zwar lebt die kleine Familie zuerst in einem Nonnenkloster, doch um Cosette die Wahl zu lassen, was sie für ein Leben führen will, ziehen sie in ein Haus in der Stadt um. Hier und auch später stellt Valjean seine eigenen Bedürfnisse hinter die seiner Adoptivtochter und versucht so zu handeln, dass sie glücklich wird. Als er, als Wohltäter bekannt, von Thénardier ausgeraubt und von Marius gerettet wird, flieht er vor der Polizei, da er keine Kontrolle riskieren will. Er versucht immer wieder, der Vergangenheit zu entkommen, doch sie holt ihn stets in Form von Thénardier und Inspektor Javert ein. Obwohl er immer alles für Cosette getan hat, will er sie erst von Marius trennen. Er kann erst, als es fast zu spät ist, anerkennen, dass Cosette kein kleines Kind mehr ist und ihren eigenen Weg gehen will. Er rettet Marius für sie von der Barrikade und liefert sich Javert aus, da er weiß, dass Marius für Cosette da sein wird und er sozusagen seinen Lebenszweck aufgeben muss (Javert begeht allerdings Selbstmord). Während des Kampfes an der Barrikade bittet er darum, Javert erschießen zu dürfen, rettet ihn aber, da er keinerlei Rachegefühle verspürt, obwohl jener ihn immer verfolgt hatte, da er nur seine Pflicht als Diener des Staates erfüllte. Nach der Hochzeit offenbart er Marius seine wahre Identität. Er hat alles rechtlich so fingiert, dass die Ehe der beiden sogar im Falle von Valjeans Festnahme gesichert ist. Was er allerdings verschweigt, ist die Rettung Marius’, wohl wissend, dass Marius jetzt versuchen würde, den Kontakt zu vermeiden. Valjean will Cosettes neues Leben akzeptieren und distanziert sich immer mehr von ihr, was ihn sehr krank macht. Schließlich vergibt er den beiden, als sie ihn an seinem Sterbebett aufsuchen.
- Javert

Javert ist der Sohn eines Gefangenen und einer Wahrsagerin, doch er hasst Verbrecher. Er arbeitet in der Polizeihierarchie rasch hinauf und ist wie der Schatten der Vergangenheit, der Valjean regelmäßig einholt. Seine oberste Treue gilt dem Gesetz und der Bibel, nicht seinem Gewissen. Nach seinem Denken gibt es nur gute oder böse Menschen auf der Welt, wer einmal das Gesetz übertreten hat, wird es auch wieder tun. Er steht mit seinem ganzen Herzen hinter dem Staat und würde niemals an der Richtigkeit und Gottgewolltheit der Verhältnisse zweifeln. Verbrecher verfolgt er mit aller Härte, auch wenn das Verbrechen wie bei Valjean lange zurückliegt. Bei der Junirevolution wird er als Maulwurf gegen die Revolution eingesetzt. Als er enttarnt wird und ein Geiselaustausch unmöglich ist, wollen die Revolutionäre ihn erschießen. Er leistet keinerlei Widerstand oder zeigt Kooperationsbereitschaft und behandelt die Revolutionäre immer mit Verachtung, da sie sein Weltbild und seine Staatstreue angreifen. Nachdem Valjean darum bittet, ihn erschießen zu dürfen, hofft er geradezu auf die Erfüllung seiner Vorurteile. Als er ihn entkommen lässt, ist er in seinem Weltbild bereits erschüttert. Später trifft er Valjean, der den ohnmächtigen Marius trägt und sich ihm ausliefert mit der Bitte, ihn den Jungen noch nach Hause bringen zu lassen, und hilft ihm, ihn zu seinem Großvater zu bringen. In diesem Moment hilft Javert Angehörigen der beiden Gruppen, die er mitunter am meisten verachtet: Verbrecher und Revolutionäre. Er lässt Valjean laufen. Sein moralischer Konflikt erreicht hier seinen Höhepunkt. Er selbst steht in der Schuld eines Verbrechers, sein Gewissen läuft den Gesetzen zuwider. Er sieht keinen anderen Ausweg mehr außer dem Selbstmord: Er stürzt sich in die Seine.
- Fantine

Fantine ist eine hübsche Grisette, die in Paris lebt. Sie hat keine Familie, niemand weiß, wer sie in die Welt gesetzt hat. Sie kommt aus Montreuil-sur-mer. Sie verliebt sich Hals über Kopf in den Studenten Félix Tholomyès, der sie jedoch noch vor der Geburt der gemeinsamen Tochter Cosette verlässt und keinen Brief beantwortet. Sie kann nie ganz den Lebensstil ablegen, an den sie damals gewöhnt war. Um nicht der Sittenlosigkeit angeklagt zu werden, übergibt sie Cosette Thénardier, obwohl sie ihre Tochter über alles liebt. Sie kehrt zurück nach Montreuil-sur-mer, um dort zu arbeiten. Letztendlich wird es aufgedeckt, dass sie ein Kind hat; sie wird aus der Fabrik geworfen. Sie verarmt, und um die ständig steigenden Forderungen der Thénardiers nach Geld zu erfüllen, verkauft sie ihre Schneidezähne und Haare, letztendlich wird sie Prostituierte. Mit dem Verlust ihrer Schönheit verliert sie ihre Hoffnung, ihren Stolz und Lebenswillen. Eines Nachts wird sie von einem Mann belästigt. Er steckt Schnee in ihren Rücken, was sie sehr krank macht. Fantine greift den Mann an. Plötzlich kommt der Polizeispitzel Javert und verhaftet Fantine. Sie soll ins Gefängnis gesteckt werden, doch Valjean kommt und bringt sie ins Krankenhaus. Nur die Hoffnung, dass sie ihr Kind wiedersieht, hält sie am Leben. Sie ist sogar ganz heiter. Als Valjean zurückkommt, behauptet er, dass er Cosette zurückgebracht hat, damit sie in guter Kondition bleibt. Als Valjean, den sie nie der Lüge verdächtigt hätte, von Javert verhaftet wird, stirbt sie am Schock.
- Cosette, eigentlich Euphrasie

Cosette ist die Tochter von Fantine und dem Studenten Félix Tholomyès. Schon vor ihrer Geburt verlässt Tholomyès  ihre Mutter. Fantine lässt sie bei dem Wirtsehepaar Thénardier, um in ihrer Heimatstadt eine Arbeit zu finden und dort nicht wegen Sittenlosigkeit angeklagt zu werden. Dort wird sie grausam behandelt. Jeden Morgen muss sie bereits als Fünfjährige sehr früh aufstehen und sich um Haus und Hof  kümmern(siehe Bild). Deswegen wird sie von den Einwohnern Lerche genannt. Eines Tages muss sie allein raus in den Wald, um Wasser zu holen. Sie hat sehr viel Angst. Dabei wird sie von Valjean gerettet, der sie bei sich aufnimmt. Zusammen gehen sie nach Paris in ein Kloster, doch Valjean verlässt es, um ihr zu zeigen, dass sie sich nicht zwingend den dortigen Nonnen anschließen muss. Eine ihrer wichtigsten Eigenschaften ist die Unschuld, in der sie ihre Entscheidungen trifft. Sie lebt ihr Leben in Wohlstand und Glück und wandelt sich vom verängstigten kleinen Mädchen zur lebhaften jungen Frau. Noch bevor Marius sie bemerkt, fühlt sie sich von ihm angezogen. Schließlich kommen die beiden zusammen, was Valjean zunächst nicht weiß. Sie weiß nichts über die Vergangenheit Valjeans und versteht nicht die Kluft, die Marius und Valjean trennt. Sie wünscht sich, ein Leben mit beiden führen zu können, wobei ihr Marius immer wichtiger wird. Als er schwer verwundet wird, sorgt sie sich furchtbar und kümmert sich um ihn. Nach seiner Genesung heiraten er und Cosette. Valjean gibt sich Marius nun als ehemaliger Sträfling zu erkennen. Deswegen will Marius ihn von Cosette fernhalten. Cosette ist zwar traurig, hat sich aber davor schon mehr und mehr von ihrem Adoptivvater entfremdet. Als Marius erfährt, dass Valjean ihn von der Barrikade gerettet hat, besucht er ihn mit Cosette – fast zu spät. Valjean liegt auf dem Sterbebett. Sie will seinen baldigen Tod nicht wahrhaben.
- Marius Pontmercy

Marius Pontmercy ist ein gutaussehender Advokat und heiratet im Verlauf der Handlung Cosette. Seine Jugend verbringt er bei seinem Großvater, der ihn seiner Meinung nach nicht liebt. Zunächst teilt er auch dessen royalistische Meinung. Mit 17 Jahren wird er zu seinem Vater geschickt, der auf dem Sterbebett liegt. Marius erlebt ihn nicht mehr lebendig und verspürt kaum Trauer, allerdings bekommt er einen Brief mit der Aufforderung, jemandem namens Thénardier mit aller Kraft zu helfen. In seiner Meinung ist er sehr gradlinig: Wenn er einmal eine Meinung oder ein Ziel gefasst hat oder einen Eindruck von einem Menschen gewonnen hat, braucht es einen wirklich guten Grund, damit er sie ändert. Allerdings folgt er immer seinem Gewissen. Das alles zeigt sich, als er erfährt, dass er seinen Vater nur deshalb nicht kannte, weil sein Großvater mit der Enterbung gedroht hatte. Sein Vater hatte sich aber manchmal in der Kirche hinter einer Säule verborgen seinen Sohn betrachtet und dabei geweint. Sofort ändert Marius seine Meinung von ihm und entwickelt eine Verehrung für seinen Vater, besucht dessen Grab und wird bonapartistischer Demokrat.
Er ist ein Träumer und etwas menschenscheu und schüchtern, hat wenige Freunde und keinen Kontakt mit Mädchen, bis er Cosette kennenlernt. Er schlägt sich selbst durch, nachdem er sich mit seinem Großvater gestritten hat, beendet sein Jurastudium und lernt Deutsch und Englisch, um seinen Lebensunterhalt mit dem Übersetzen von Texten zu verdienen. Er lehnt eine feste Arbeitsstelle zunächst ab, da er sich seine persönliche Freiheit erhalten will. Sein bester Freund ist Courfeyrac, der ihn mit den Freunden des ABC bekannt macht. Er tritt nicht ein, freundet sich aber trotzdem mit den meisten in der Organisation. Er verliebt sich in Cosette, weiß aber nicht, wo sie wohnt. Er beauftragt Éponine, für die er Mitleid empfindet und die er versucht, dabei zu unterstützen, Cosette zu finden. Sie findet sie, und Marius und Cosette haben zusammen sechs glückliche Wochen. Cosette wird zu seinem einzigen Lebensinhalt. Als sie plötzlich nach England umziehen soll, sieht er keinen Sinn mehr in seinem Leben. Da gerade der Aufstand gegen Louis-Philippe losbricht, schließt er sich seinen Freunden beim Barrikadenkampf an. Anders als Enjolras, der sein Leben möglichst teuer zu verkaufen versucht, kämpft er offen. Er wünscht sich den Tod. Doch er wird nur schwer verwundet und schließlich von Valjean gerettet. Nach sechs Monaten kann er Cosette heiraten. Nun deckt Valjean seine wahre Identität auf, weshalb Marius ihn von Cosette fernhält. Marius erfährt, dass Valjean ihn gerettet hat, als Thénardier versucht, Valjean zu verleumden. Er kommt fast zu spät bei Valjean an – dieser liegt auf dem Sterbebett.
- Éponine

Éponine ist die älteste Tochter der Thénardiers. Als Kind wurde sie von ihren Eltern mit ihrer jüngeren Schwester Azelma extrem verwöhnt. Das nächste Mal, dass man sie im Roman trifft, ist sie eine arme Jugendliche. Nun hilft sie ihrem Vater, mit gefälschten Briefen Geld zu verdienen. Sie sind die Nachbarn von Marius, in den sie sich verliebt. Als Marius sie fragt, ob sie Cosette finden könnte, macht sie das traurig, weil sie nun weiß, dass Marius sie nicht liebt. Ihr Vater versucht nun, Valjean auszurauben, schafft es aber nicht. Die gesamte Familie muss ins Gefängnis. Éponine und Azelma werden nach zwei Wochen freigelassen. Nun erfährt Éponine, wo Cosette wohnt, und sagt es Marius. Sie sieht sich an, wie er und Cosette sich treffen. Plötzlich kommen Thénardier und seine Bande, die versuchen wollen, Valjean zu ermorden. Sie vertreibt sie durch einen Schrei. Nun erzählt Cosette, dass sie mit ihrem Vater nach England muss. Marius ist erschüttert. Éponine erzählt ihm, dass die Revolution begonnen hat, und da Marius keinen Sinn mehr im Weiterleben sieht, macht er bei der Revolution mit. Éponine verkleidet sich als Arbeiter und kommt mit. Auf der Barrikade rettet sie Marius das Leben, indem sie eine Kugel abfängt. Sie stirbt dabei.
- Gavroche

Der vernachlässigte Sohn der Thénardiers. Er lebt in der großen Elefantenstatue in Paris und nimmt sich für kurze Zeit seiner zwei jüngeren Brüder an, ohne zu wissen, wer sie sind. Er schließt sich der Revolution an und stirbt beim Versuch, Kugeln zu sammeln.
- Bischof Myriel

Der sehr gutherzige Bischof von Digne. Er erleuchtet Valjean und wird von den Einheimischen von Digne liebevoll bei seinem Titel und seinem dritten Vornamen Monseigneur Bienvenu genannt. Er erblindet und stirbt 1821. Valjean trauert um ihn und sagt, er sei früher Diener für seine Familie gewesen. Er wurde vielleicht von Bienvenu de Miollis inspiriert.

### Die Freunde des Abc
Die Freunde des Abc sind eine revolutionäre Studentenorganisation. Im Französischen ist der Name ein Wortspiel, da, wenn man Abc schnell ausspricht, hört man abaissé, was im Französischen die Unterdrückten heißt. Marius ist nicht in der Organisation, ist aber ein guter Freund derer. Alle Mitglieder sterben bei der Barrikade.
- Enjolras

Der charismatische, junge und gut aussehende Anführer der Organisation. Seine ganze Zeit nutzt er für den Fortschritt. Er ist mit Grantaire der letzte, der während der Revolution stirbt.
- Bahorel

Ein Einzelgänger, der einen bäuerlichen Hintergrund hat. Er ist der erste, der bei der Revolution stirbt.
- Combeferre

Er repräsentiert die Philosophie der Revolution und verbessert und ergänzt Enjolras.
- Courfeyrac

Er wird mit Félix Tholomyès verglichen, ist aber ehrbar und loyal. Er ist der beste Freund von Marius.
- Feuilly

Eine Waise, die Fächer macht. Er hat sich selbst beigebracht zu lesen und zu schreiben. Er ist der einzige Arbeiter in der Organisation. Er ist interessiert in Geschichte und Außenpolitik, besonders in Polen.
- Grantaire, alias R.

Ein Skeptiker, der nicht an die Revolution glaubt. Er ist hauptsächlich in den Freunden des ABC, weil er seine Mitglieder sehr mag. Er ist hässlich und ein Alkoholiker. Er verschläft den größten Teil der Revolution, erklärt sich jedoch am Ende zum Teil und wird zusammen mit Enjolras erschossen.
- Jean Prouvaire, alias Jehan

Ein Student mit Interesse in Sprachen und Gedichten. Er ist ein ruhiger Mensch und gut über allem.
- Joly, alias Jolllly

Ein hypochondrischer Medizinstudent. Der fröhlichste bei den Freunden des ABC.
- Lesgle, alias L'Aigle (Der Adler), alias Bossuet

Ein Student, der mit 25 eine Glatze hat. Obwohl er kein Glück hat, hat er einen großen Humor. Er hat kein Haus, weshalb er oft bei Freunden wohnt.

### Sonstige
- Champmathieu, ein Stellmacher, der angezeigt wird, weil er vielleicht Valjean ist.
- Azelma, Éponines Schwester.
- Baptistine Myriel, die Schwester des Bischofs Myriel. Sie verehrt ihren Bruder.
- Bamatabois, belästigt Fantine.
- Brevet, ein ehemaliger Gefangener in Toulon. Er ist Zeuge bei der Gerichtsverhandlung gegen Champmathieu.
- Der kleine Gervais, ein Savoyarde, dem Valjean ein Geldstück von 40 Sous stiehlt, der Wendepunkt im Verhalten Valjeans.

## Einordnung und Deutung
Die Handlung ist weitgesponnen – im Grunde handelt es sich um einen politisch-ethischen Roman im Kleide eines Liebes- und Abenteuerromans.
Neben dem Schicksal der Einzelpersonen steht der Pariser Juniaufstand von 1832 im Zentrum des Romans. Hugo schildert ihn mit deutlicher Sympathie für die aufständischen Republikaner. An der Barrikade treffen alle positiven Haupt- und Nebenfiguren des Romans zusammen, fast so, als sei es eine Anstandspflicht, sich an den Aufständen zu beteiligen. Die Gestalt des heldenhaft geschilderten Pariser Gassenjungen Gavroche ist besonders einprägsam, ihr Gegenstück der abgrundtief schlechte Gastwirt Thénardier und seine Familie. Sowohl Gavroche als auch Thénardier tauchen im Verlauf des Romans immer wieder auf und beeinflussen den Fortgang der Handlung stark. Eine Pointe des Romans ist, dass es sich bei Gavroche um Thénardiers vernachlässigten Sohn handelt.
Hugo, der das Dasein der Unterschicht sehr genau schildert, sieht einen wichtigen Beitrag zur Lösung der sozialen Frage in der Errichtung der Republik. Zugleich zeigt er wiederholt, wie Elend durch ethisches Handeln Einzelner behoben oder gelindert wird. Der Roman wurde von vielen Lesern sehr positiv aufgenommen. Er trug durch seine Themen- wie Sprachwahl wesentlich zur Herausbildung der realistischen Literatur im 19. Jahrhundert bei. Vermutlich aufgrund seines historischen Anspielungsreichtums und seiner häufigen Verwendung von „Argot“, der französischen Gossensprache, sind die meisten deutschen Übersetzungen des Romans gekürzt.

## Übersetzungen ins Deutsche (Auswahl)
- 1862: Ludwig von Alvensleben: Die Elenden. Deutsch von L. von Alvensleben. Manz, Wien 1862. - Ebenso: Hasselberg, Berlin [1863]. (5 Abteilungen, je zwei Bände)
- 1862: August Diezmann: Die Armen und die Elenden. Deutsch von A. Diezmann. Einzig rechtmäßige Originalausgabe in  deutscher Sprache. Steinacker, Leipzig 1862. (10 Bände.)
- 1910: Gustav Adolf Volchert: Die Elenden, Berlin, J.Gnadenfeld, o. J. um 1910.
- 1933: Edmund Th. Kaur: Les Misérables/Die Elenden
- 1952: Paul Wiegler: Die Elenden
- 1968: Hugo Meier: Die Elenden. Manesse Verlag, Zürich 1968
- 1983: Wolfgang Günther: Die Elenden (Vollständige deutsche Fassung, Überarbeitung der Übersetzung von Paul Wiegler). Verlag Volk und Welt, Berlin 1983

## Rezeption
Die Elenden wurde in die ZEIT-Bibliothek der 100 Bücher aufgenommen.

## Adaptionen

### Musical
Das zugehörige Musical Les Misérables stammt von dem Komponisten Claude-Michel Schönberg und dem Texter Alain Boublil. Die Premiere der ersten kürzeren Fassung fand am 17. September 1980 in Paris, die der heutigen längeren Fassung am 8. Oktober 1985 in London statt.

### Verfilmungen

#### Fürs Kino
- 1907: Le Chemineau
- 1909: Les Misérables von James Stuart Blackton
- 1909: The bishop’s candlesticks von Edwin S. Porter
- 1911: Les Misérables von Albert Capellani
- 1913: Les Misérables von Albert Capellani (in 4 Filmen)
- 1913: The Bishop’s Candlesticks von Herbert Brenon, Verfilmung von Teil 1, Buch 2
- 1917: Les Misérables von Frank Lloyd
- 1922: Les Misérables
- 1923: Aa mujo von Yoshinubo Ikeda und Kiyohiko Ushihara, diese japanische Produktion wurde nach zwei von vier Teilen abgebrochen
- 1925: Les Misérables von Henri Fescourt
- 1929: The Bishop’s Candlesticks von Norman McKinnell, erste Verfilmung mit Ton
- 1929: Aa mujo, japanische Verfilmung von Seika Shiba
- 1931: Jean Valjean, japanische Verfilmung von Tomu Uchida
- 1934: Die Verdammten, französische Verfilmung von Raymond Bernard mit Harry Baur
- 1935: Die Elenden, US-Verfilmung von Richard Boleslawski, mit Fredric March und Charles Laughton
- 1937: Gavrosh, sowjetische Verfilmung von Tatjana Lukaschewitsch
- 1938: Kyojin-den, japanische Verfilmung von Mansaku Itami
- 1943: Los Miserables, mexikanische Verfilmung von Fernando A. Rovero
- 1944: El Boassa, ägyptische Verfilmung von Kamal Selim
- 1948: I Miserabili, italienische Verfilmung von Riccardo Freda
- 1949: Les Nouveaux Misérables von Henri Verneuil
- 1950: Les Misérables: Kami to Akuma, japanische Verfilmung von Daisuke Ito
- 1950: Ezai Padum Pado, indische Verfilmung von K. Ramnoth
- 1952: Die Legion der Verdammten von Lewis Milestone
- 1952: I Miserabili, „Neuauflage“ des Films von 1947
- 1955: Kundan, indische Verfilmung von Sohrab Modi
- 1958: Les Misérables / Die Elenden Gemeinschaftsproduktion Frankreichs, der DDR und Italiens von Jean-Paul Le Chanois
- 1958: Os Miseráveis von Dionísio Anevedo
- 1961: Jean Valjean, koreanische Verfilmung von Seung-ha Jo
- 1967: Les Misérables von Alan Bridges
- 1967: Os Miseráveis, brasilianische Verfilmung von Walter Negrao
- 1967: Sefiller, türkische Verfilmung von Zafer Davutoglu
- 1973: Los Miserables, mexikanische Verfilmung von Antulio Jimnez Pons, mit 13 Stunden Spieldauer längste Fassung
- 1977: Cosette, sowjetische Animation
- 1978: Al Boasa, ägyptischer Film
- 1979: Jean Valjean Monogatari, japanische Animation von Takashi Kuoka, deutscher Titel: Jean Valjeans Geschichte
- 1982: Die Legion der Verdammten von Robert Hossein, mit Lino Ventura und Michel Bouquet
- 1988: Les Misérables, Animationsfilm
- 1995: Lés Misérables von Claude Lelouch mit Jean-Paul Belmondo
- 1998: Les Misérables von Bille August, mit Liam Neeson und Uma Thurman
- 2007: Les Misérables: Shōjo Cosette, japanische Animation von Nippon Animation
- 2012: Les Misérables, Adaption des Musicals von Tom Hooper, mit Hugh Jackman, Russell Crowe, Anne Hathaway und Helena Bonham Carter

#### Fürs Fernsehen
- 1972: Les Misérables, TV-Serie von Marcel Bluwal, mit Georges Géret und Nicole Jamet
- 1978: Les Misérables, britische TV-Film-Version von Glenn Jordan, mit Richard Jordan, Anthony Perkins
- 1985: Les Misérables, vierteilige TV-Version des Films von 1982
- 2000: Les Misérables – Gefangene des Schicksals, vierteilige Miniserie von Josée Dayan, mit Gérard Depardieu und Charlotte Gainsbourg
- 2018: Les Misérables Sechsteilige BBC-Miniserie von Tom Shankland, mit Dominic West u. a.

#### Variationen des Themas
- 1907: On the barricade von Alice Guy-Blaché
- 1995: Les Misérables von Claude Lelouch, mit Jean-Paul Belmondo; sehr lose Adaption, die die Geschichte in die Zeit des Zweiten Weltkriegs versetzt

### Comic
- 1949–1952/1979: Les Misérables bei Les Editions Mondiales/Transit
- 1981: Les Misérables bei Dynamisme Presse Edition
- 1982: Les Misérables bei Mengès
- 1990: Das Geheimnis der Silberleuchter (Lustiges Taschenbuch, Band 143) bei Ehapa
- 1995: Les Misérables bei Droit d’Ecrire
- 2010: Les Misérables bei Glénat (Verlag) in Les Incontournables de la littérature en BD
- 2011: Les Misérables bei Soleil Manga

### Theater
- 1967: Gavroche, Schauspiel in sechs Bildern (nach Motiven von Victor Hugo) von Peter Ensikat, veröffentlicht im Henschelverlag Kunst u. Ges., Abt. Bühnenvertrieb, Berlin (DDR)
- 2006: Les Misérables, Schauspiel von Cornelia Wagner, erschienen im Deutschen Theaterverlag, Weinheim
- 2008: Gavroche (frei nach Hugos Figur aus Les Misérables) von Veronique Hofmann
- 2011: Les Misérables, berndeutsches Freilichtschauspiel von Ueli Bichsel nach dem Roman von Victor Hugo, aufgeführt auf dem Münsterplatz Bern

### Hörspiel
- 1937: Les Misérables, Adaption des Romans von Orson Welles im Radioprogramm von Mutual Broadcasting System als siebenteilige Hörspielserie

### Hörbuch
- Der Südwestfunk (heute SWR) produzierte 1991–1994 eine ungekürzte, 57-stündige Lesung mit Gert Westphal; sie erschien 2013 im Audio Verlag, Berlin.